# Forcipomyia kii
Forcipomyia kii är en tvåvingeart som först beskrevs av Tokunaga 1940.  Forcipomyia kii ingår i släktet Forcipomyia och familjen svidknott. Inga underarter finns listade i Catalogue of Life.